# Margovula
Margovula is een geslacht van weekdieren uit de klasse van de Gastropoda (slakken).

## Soorten
- Margovula anulata (Fehse, 2001)
- Margovula bimaculata (A. Adams, 1855)
- Margovula crawfordcatei Lorenz & Fehse, 2009
- Margovula lacrima (C. N. Cate, 1973)
- Margovula marginata (G. B. Sowerby I, 1828)
- Margovula pyriformis (G. B. Sowerby I, 1828)
- Margovula somaliensis (Fehse, 2001)
- Margovula tinctilis C. N. Cate, 1973
- Margovula translineata (C. N. Cate, 1973)

### Synoniemen
- Margovula aboriginea C. N. Cate, 1973 => Diminovula aboriginea (C. N. Cate, 1973)
- Margovula changi Ma, 1997 => Diminovula margarita (G. B. Sowerby I, 1828)
- Margovula kosugei C. N. Cate, 1973 => Diminovula kosugei (C. N. Cate, 1973)
- Margovula pyrulina (A. Adams, 1854) => Pseudosimnia pyrulina (A. Adams, 1855)
- Margovula schilderorum Cate, 1973 => Margovula marginata (G. B. Sowerby I, 1828)